# Chazaliella viridicalyx
Chazaliella viridicalyx är en måreväxtart som först beskrevs av Ronald D'Oyley Good, och fick sitt nu gällande namn av Bernard Verdcourt. Chazaliella viridicalyx ingår i släktet Chazaliella och familjen måreväxter. Inga underarter finns listade i Catalogue of Life.